# Heinrich Janssen (Bischof)
Heinrich Janssen (* 13. Oktober 1932 in Kevelaer; † 27. Mai 2021 ebenda; auch Heinz Janßen) war ein deutscher römisch-katholischer Geistlicher und Weihbischof in Münster.

## Leben
Heinrich Janssen besuchte das Collegium Augustinianum Gaesdonck und leitete die Pfadfinderschaft dieser Schule. Nach dem Abitur studierte er Katholische Theologie und Geschichte an der Westfälischen Wilhelms-Universität in Münster. Am 2. Februar 1961 empfing er das Sakrament der Priesterweihe und war anschließend Kaplan in der Pfarrei Hl. Dreifaltigkeit in Münster. 1965 übernahm er das Amt des Spirituals am Collegium Ludgerianum, ab 1966 das des Rektors und Referenten für die Seelsorge an den Realschulen im Bistum Münster. 1971 wurde Janssen stellvertretender Leiter der Hauptabteilung Schule und Erziehung im Bischöflichen Generalvikariat, 1976 residierender Domkapitular in Münster und ab 1981 bischöflicher Generalvikar.
Papst Johannes Paul II. ernannte Janssen 1986 zum Titularbischof von Aquae Sirenses und zum Weihbischof in Münster. Die Bischofsweihe spendete ihm am 21. September 1986 der Münsteraner Bischof Reinhard Lettmann; Mitkonsekratoren waren Heinrich Maria Janssen, Altbischof von Hildesheim, und Ludwig Averkamp, Koadjutorbischof in Osnabrück und späterer Erzbischof von Hamburg. Janssen war für den niederrheinischen Teil des Bistums Münster zuständig und hatte seinen Sitz in Xanten. Ab 1987 war Janssen zusätzlich als Beauftragter der Deutschen Bischofskonferenz für die katholische Seelsorge im Bundesgrenzschutz tätig.
Janssen war seit 1986 Ehrenmitglied des katholischen Studentenvereins Markomannia im KV zu Münster und seit 1994 Ehrenmitglied der KDStV Winfridia (Breslau) Münster im CV.
Nachdem Papst Benedikt XVI. Janssens altersbedingtes Rücktrittsgesuch, das nach Vollendung des 75. Lebensjahres jeder Bischof gemäß dem Kirchenrecht einzureichen hat, im Jahr 2007 zunächst bis auf weiteres abgelehnt hatte, nahm er schließlich am 31. Mai 2010 das Rücktrittsgesuch an.
Janssen starb am 27. Mai 2021 nach langer Krankheit im Alter von 88 Jahren.
Das 2022 vorgestellte, vom Bistum Münster in Auftrag gegebene Missbrauchsgutachten legt Janssen „bewusste Falschinformation“ zur Last.

## Bücher (zum Teil unter der Namensschreibweise Heinz Janßen)
- Miteinander – Lieder und Texte für den Gottesdienst. 9. Auflage. Butzon + Bercker, Kevelaer 1979, ISBN 3-7666-9029-9.
- Nicht nur für den Gottesdienst. Butzon + Bercker, Kevelaer 1971, ISBN 3-7666-8508-2.
- Denken, danken, feiern. Butzon + Bercker, Kevelaer 1974, ISBN 3-7666-8835-9.
- Im Laufe eines Jahres – Kindergottesdienste im Grundschulalter. Butzon + Bercker, Kevelaer 1975, ISBN 3-7666-8934-7.
- Messfeier mit Jugendlichen. In: Gemeinde im Herrenmahl. Butzon + Bercker, Kevelaer 1976.
- Kirche erleben – Glaube erfahren am Beispiel des Bistums Münster. Butzon + Bercker, Kevelaer 1979, ISBN 3-7666-9051-5.
- (Hrsg.): Liturgisches Handbuch. Butzon + Bercker, Kevelaer 1991, ISBN 3-7666-9645-9.
- Der Mann am Rande – Josef aus dem Haus David. Butzon + Bercker, Kevelaer 1995, ISBN 3-7666-9927-X.
- mit U. Grote (Hrsg.): Zwei Jahrtausende Geschichte der Kirchen am Niederrhein. Dialogverlag, Münster 1998. 2. Auflage 2001, ISBN 3-933144-33-7.
- (Hrsg.): Johann Heinrich Krickelberg, Pastor von Kevelaer 1817–1863. Tagebücher und Aufzeichnungen. Kävels Bläche, Kevelaer 2001, ISBN 3-935430-05-1. (= Kevelaer-Buch Nr. 5.)
- Der Dornbusch brennt auch heute. Glauben in unserer Zeit. Butzon + Bercker, Kevelaer 2002, ISBN 3-7666-0468-6.
- Perlen des Gebets – Der Rosenkranz – Hinführung und geistliche Deutung. Herder, Freiburg i. Br. u. a. 2003, ISBN 3-451-28232-1.